# Terje Skjeldestad
Terje Stenehjem Skjeldestad (født 18. januar 1978 i Sogndal, Norge) er en norsk tidligere fodboldspiller (målmand).
Skjeldestad spillede 16 år for Sogndal Fotball i sin fødeby. Han nåede at spille mere end 250 ligakampe for klubben. Han spillede desuden tre kampe for det norske landshold i januar 2004.